# Caliban (hudební skupina)
Caliban je německá metalcorová kapela z Hattingenu. Do roku 2023 vydali celkem třináct studiových alb, dvě split alba s kapelou Heaven Shall Burn a další nahrávky.

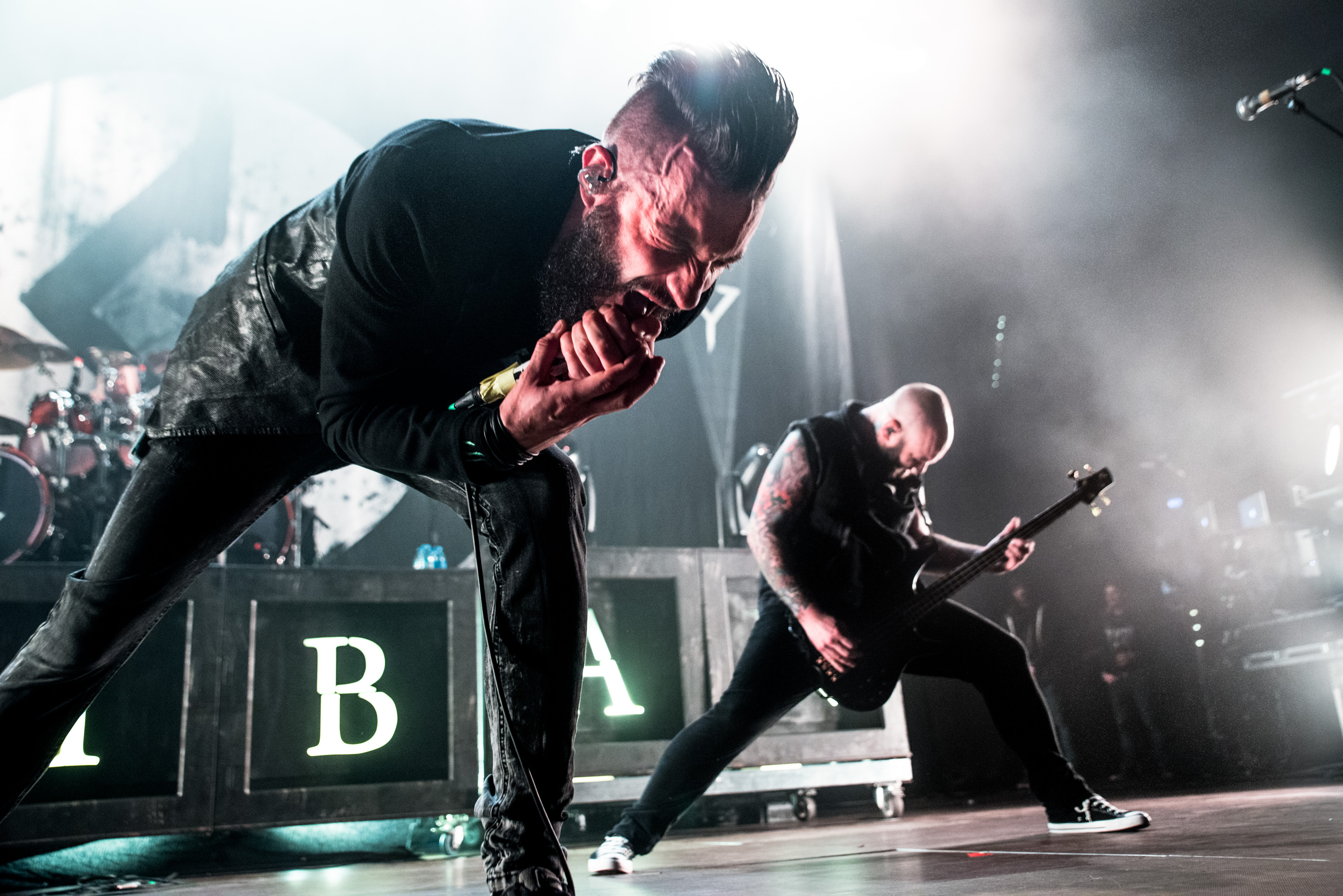
Live @ Rock im Park 2016

## Historie
Caliban vznikl v roce 1997 v Německém městě Hattingen, v té době se pojmenovali jako Never Again. Po půl roce kapela nahrála jako demo první dva songy, které nikdy nevydali. Nahrávky odeslali do mnoha nahrávacích společností a poštěstilo se jim u Lifeforce Records. První EP kapely vyšlo v létě roku 1998. Aby se kapela více dostala do povědomí publika, uspořádala turné po celé Evropě s kapelami jako Morning Again, Earth Crisis a Cro-Mags.
Po evropském turné v roce 1999 skupina nahrála svůj debut A Small Boy and a Grey Heaven (v překladu Malý chlapec a šedé nebe). O CD bylo sepsáno mnoho recenzí v magazínech a v mnoha hardcorových a metalových zinech. Kapela byla nazvána něčím mezi Slayer, Poison the Well a Hatebreed. Také vydali první split-CD s Heaven Shall Burn pojmenované The Split Program.
Vent (v překladu Větrák) vyšlo v dubnu 2001. Vent vydalo Imperium Records v Evropě a Howling-Bull Records v Japonsku. Krátce po vydání se kapela zúčastnila japonského festivalu "Beast-Feast 2001" v Yokohama Aréně. Zahrála si tedy na stejném pódiu, jako Slayer, Pantera, Machine Head, Biohazard a Morbid Angel.
V srpnu roku 2002 Caliban nahrál a vydal třetí řadové album nazvané Shadow Hearts (v překladu Ztracená srdce). Toto album bylo mnohem harmoničtější a melodičtější než předchůdci. Rok 2004 přinesl prostřednictvím nahrávacích společností Roadrunner Records v Evropě (a Abacus Recordings v USA) čtvrté řadové album s názvem The Opposite from Within (ve volném překladu Uvnitř opaků), za kterým stál producent Anders Fridén, vokalista kapely In Flames.
V červenci 2005 kapela vydala druhé split-CD s přáteli z Heaven Shall Burn nazvané The Split Program II.
V únoru následujícího roku pak kapela vydala album The Undying Darkness (v překladu Nesmrtelná temnota) a zúčastnila se koncertů s kapelami jako All Shall Perish, Bleeding Through a I Killed The Prom Queen v rámci turné "Darkness over Europe".
25. května 2007 vyšlo s pomocí producenta Bennyho Richtera další řadové album kapely - The Awakening. Album se umístilo na 36. místě v německých hitparádách.
V roce 2009 se kapela vydala na turné s thrashmetalovou formací Kreator na "Chaos Over Europe Tour", kdy navštívila i Českou republiku. Také začali pracovat na novém albu, které vydala společnost Century Media Records. Album vydané 24. srpna 2009 se jmenuje Say Hello to Tragedy (ve volném překladu Řekni ahoj tragédii). Toto album se stejně jako předchůdce umístilo na 36. místě žebříčků německých hitparád.

V říjnu a listopadu se kapela pustila do turné "Beastfest European Tour 2009" s kapelami jako Suicide Silence, Maroon a americkými Emmure a After the Burial.
Caliban se v únoru 2011 pustilo do nahrávání EP s názvem Coverfield, které vyšlo v květnu. Album obsahuje 4 songy.

## Členové
- Andreas Dörner – vokály
- Denis Schmidt – kytara, čistý zpěv
- Marc Görtz – kytara
- Marco Schaller – baskytara, dříve zpěv
- Patrick Grün – bicí, flétna

## Diskografie
Studiová alba
- A Small Boy and a Grey Heaven (1999)
- Vent (2001)
- Shadow Hearts (2003)
- The Opposite from Within (2004)
- The Undying Darkness (2006)
- The Awakening (2007)
- Say Hello to Tragedy (2009)
- I Am Nemesis (2012)
- Ghost Empire (2014)
- Gravity (2016)
- Elements (2018)
- Zeitgeister (2021)
- Dystopia (2022)

EP
- Caliban (1998)
- Coverfield (2011)

Split alba
- The Split Program (2001) - split album s Heaven Shall Burn
- The Split Program II (2005) - split album s Heaven Shall Burn